# 社会主義前進歌
『社会主義前進歌』（しゃかいしゅぎぜんしんか、朝: 사회주의전진가）は、朝鮮民主主義人民共和国(北朝鮮)の楽曲である。

## 概要
2017年5月30日付の労働新聞に楽譜と歌詞が掲載された。
同年7月9日に行われた、大陸間弾道ロケット試験発射成功記念音楽舞踊総合公演にて、牡丹峰楽団の歌手による振付が披露された。
北朝鮮のテレビ・ラジオでは牡丹峰楽団の歌と演奏による楽曲（編曲：キム・ウルリョン）が放送されている。